# Trsna kodravost
Trsna kodravost ali akarinoza (Phyllocoptes vitis) je ime za obolenje vinske trte, ki ga povzroča majhna pršica šiškarica. 
To je približno 0,15 mm dolga, skoraj prozorna pršica, ki prezimuje v očescih ali v skorji trte. Spomladi, ko trta odžene, se pršice preselijo na poganjke in iz njih sesajo sokove. Listi se ne razvijejo, če pa se, so skodrani in izmaličeni. Starejši listi so močno nakodrani in na mestih videti, kot bi bili prepikani in imajo zvezdast vzorec okoli luknjic. Proti akarinozi dobro delujejo žveplo in akaricidi.